# 안톤 보로다초프
안톤 빅토로비치 보로다초프(러시아어: Анто́н Ви́кторович Бородачёв, 러시아어 발음: [ɐnˈton ˈvʲiktərəvʲɪtɕ bərədɐˈtɕɵf], 2000년 3월 21일~)는 러시아의 펜싱 선수로 주 종목은 플뢰레이다. 2020년 하계 올림픽 남자 플뢰레 단체전에서 은메달을 획득했다.

## 개인사
쌍둥이 형제인 키릴 보로다초프 또한 펜싱 선수이다.